# Manuel de Almeida

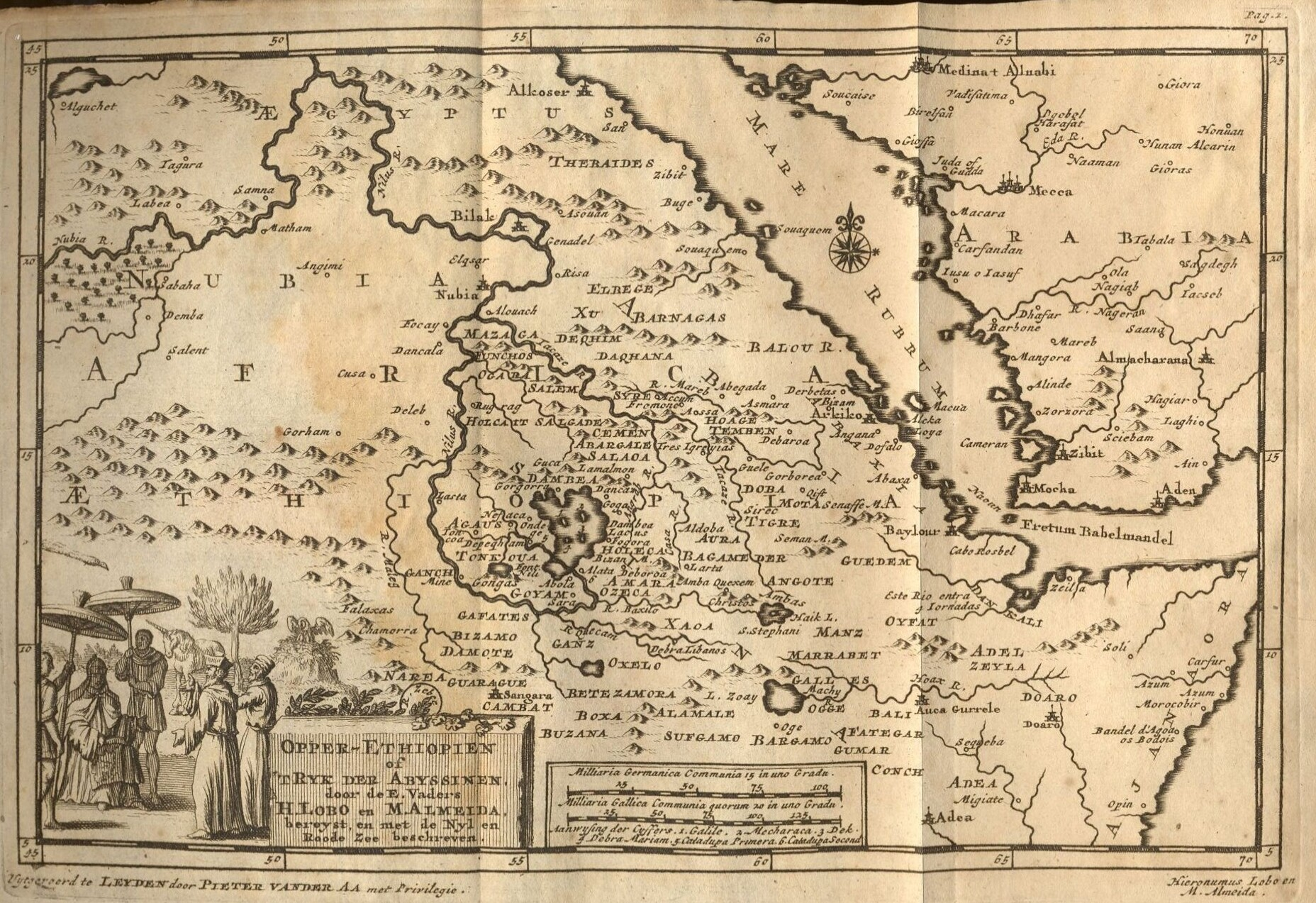
Mapa da edição Holandesa de História de Ethiópia, a Alta ou Abassia

Manuel de Almeida (1580 - 1646) nasceu em Viseu, e ingressou ainda jovem na Companhia de Jesus que o enviou como missionário à Índia. É conhecido por ter viajado até à Etiópia, à Eritreia e ao lago Tana e lá participado da construção de inúmeros mosteiros e igrejas, especialmente nas pequenas ilhas do lago.
Em 1622, o padre Almeida foi designado por sua ordem embaixador junto a Sucineos, imperador da Etiópia. Após um período amistoso, a crescente influência dos jesuítas portugueses na corte etíope, que culminou com a conversão do imperador ao catolicismo, levou o país a guerra civil. Após a morte de Sucineos, seu sucessor, o imperador Fasiladês tratou de restaurar o poder da tradicional Igreja Ortodoxa Etíope, inicialmente banindo os jesuítas para seu reduto em Fremona, e em seguida, expulsando-os do país, em 1632. Retornou a Goa, após uma ausência de treze anos, tornando-se inquisidor, antes de sua morte em 1646.
Almeida compendiou suas experiências e estudos sobre a Etiópia, bem como os escritos de outros missionários, tais como Pero Pais, na História de Ethiópia, a Alta ou Abassia